# Fetih 1453
Fetih 1453 is een Turkse film van een waargebeurd verhaal uit 2012 onder regie van Faruk Aksoy.

## Verhaal
De legers van Ottomaanse sultan Mehmet II belegeren de Byzantijnse hoofdstad Constantinopel. De Val van Constantinopel in 1453 betekent de ondergang van het Byzantijnse Rijk en het einde van de middeleeuwen in Europa. Het Ottomaanse Rijk wordt op dat ogenblik een belangrijke wereldmacht.

## Rolverdeling
- Devrim Evin: Mehmet II
- İbrahim Çelikkol: Ulubatlı Hasan
- Dilek Serbest: Era
- Recep Aktuğ: Constantijn XI
- Erden Alkan: Çandarlı Halil Pasha
- Raif Hikmet Çam: Akşemseddin
- Erdoğan Aydemir: Urban
- Sedat Mert:  Zagan Pasha
- Namık Kemal Yiğittürk: Molla Hüsrev
- Öner As: Molla Gürani
- Halis Bayraktaroğlu: Kurtçu Doğan
- Ali Rıza Soydan: Paus Nicolaas V
- Şahika Koldemir: Gülbahar
- İlker Kurt: Murat II